# بهادر نسیم‌اف
بهادر نسیم‌اف (ازبکی: Баҳодир Насимов؛ زادهٔ ۲ مهٔ ۱۹۸۷) یک بازیکن فوتبال اهل ازبکستان است.
وی همچنین در تیم ملی فوتبال ازبکستان سابقه ۱۵ بازی و ۵ گل ملی دارد.